# Enzo Valentino
 Enzo Valentino  (Correa, provincia de Santa Fe, Argentina, 24 de septiembre de 1919– Buenos Aires, 3 de abril de 2015, cuyo nombre real era Enzo Ángel María Cavenenghi  fue un cantor y compositor de larga trayectoria en su país dedicado al género del tango.

## Actividad profesional
La localidad de Correa donde nació Valentino se encuentra cerca de las ciudades de Cañada de Gómez y de Rosario, todas en la provincia de Santa Fe. Era hijo de inmigrantes italianos y se acostumbró a cantar oyendo haciéndolo a su padre, que tenía esa afición, y también recibió la influencia de los payadores que llegaban a actuar en la zona. En 1935 hizo su debut artístico en Rosario y al año siguiente actuó en locales y radiomisoras de la ciudad.
En 1937 viajó a Buenos Aires para visitar a una tía y se quedó para siempre. Ese año lo contrató Radio del Pueblo llevando un antifaz negro, cantaba acompañado por los guitarristas Ricardo y Agustín Legarreta y José Di Nápoli con público en el estudio y la publicidad era preguntar quién era el cantor enmascarado. Cuando lo mostraron sin antifaz el payador Antonio Caggiano que era el segundo en la radio lobautizó Juan Pueblo. Más tarde tomó el apellido Valentino de su abuela francesa. Trabajó en el conjunto Tradición Nacional organizado por Alfredo Bigoschi que en realizó teatralizaciones de tangos y radionovelas que se emitían en simultáneo por las radios Belgrano, Municipal y Mitre.
Un día Enrique Maciel, lo presentó a Ignacio Corsini a quien empezó a verlo con frecuencia porque Radio Belgrano y Radio Mitre funcionaban en el mismo edificio que Del Pueblo en la avenida Belgrano y Entre Ríos. Su repertorio de entonces era el propio de payadores, también un vals, A mi bandera, de Generoso Damato.
El cantor Domingo Conte le recomendó ver a la cantante del Teatro Colón Zulema Ibarra, quien le dijo que podía llegar a cantar muy bien pero le faltaba el conocimiento para colocar bien la voz, por lo cual comenzó a tomar clases con ella. Lo tuvo 
cuatro meses haciendo sonido a boca cerrada y ya estaba cansado, pero cuando se puso a vocalizar tenía una mejor dicción.También tomó clases con el profesor Bonessi y en la academia de los hermanos Luis Rubistein y Oscar Rubistein.
Valentino cantó en Las Matinés de Juan Manuel, en muchas ciudades del interior del país, en locales de la Costanera Sur en La Querencia donde iban muchos turistas y, entre otros, trabajaban Oscar Alonso, Hugo del Carril y el dúo humorístico Buono-Striano. Valentino cantaba vestido de gaucho con el conjunto de Pedro Matasa y hacía dúo con Teófilo Ibañez. 
Valentino trabajaba en el local de La Enramada, donde también actuaba Domingo Federico, con los cantores Carlos Vidal y Oscar Larroca y el director le propuso incorporarse a su orquesta, lo que aceptó, poco después también se incorporó Mario Bustos y, más adelante, con un tercer cantor, Hugo Rocca. Actuaron en diversos lugares, incluido el Tango Bar, Radio Splendid y numerosas noches bailables; también debutó en el disco grabando China de la Mazorca, de Héctor Pedro Blomberg y Enrique Maciel y luego de dos años siguió como solista.
Actuó en el Teatro Apolo en una obra de Arsenio Mármol y por la década de 1950, acompañado por un cuarteto dirigido por el calificado músico Enrique Maciel se convirtió en una de las atracciones de Radio Belgrano –una emisora de gran audiencia en esa época- en el programa auspiciado por Jabón Federal y en el circuito cerrado de Canal 7. Hizo grabaciones para el sello TK y actúa en la orquesta de Alfredo Attadia reemplazando al cantante Armando Moreno que se había desvinculado; una de las piezas más exitosas del repertorio de Valentino fue el tango Cualquier cosa, de Juan y Herminia Velich, cuya letra y música interpretaba adaptadas a su estilo del cantor; en 1952 fue su primer tema grabado, para el sello Pathe, cuando se vinculó a la orquesta de Alfredo Attadía para su orquesta. Realizó giras por el país con sus guitarristas Edmundo P. Zaldívar (h.) y Héctor Ayala, cantó con las orquestas de Carlos Figari, Ismael Spiltalnik y Luis Stazo y también acompañado por los conjuntos de José Canet y Enrique Maciel, dos virtuosos de la guitarra y grabó para varias empresas discográficas.
Cuando en 1954, Ángel Vargas suspendió en forma transitoria por una enfermedad sus presentaciones con la orquesta de Armando Lacava, Valentino lo reemplazó actuando en el Marabú, el Goyescas y otros emblemáticos locales nocturnos tangueros. En 1955 Valentino se presentó en Montevideo y otras localidades del Uruguay. En 1961 registró una placa con 12 temas que incluía La pulpera de Santa Lucía, acompañado por la orquesta de Roberto Panzera.
En 1958 Valentino integró una embajada artística con  Carlos Dante, Hugo del Carril, Oscar Alonso, Ernesto Famá y el dúo cómico Buono-Striano, en la que Lito Bayardo hacía de presentador y animador, que participó en la inauguración del monumento de homenaje a Carlos Gardel en Santiago de Chile. En la década de 1970 siguió trabajando con presentaciones en el programa de televisión Ronda de Tangos y en diversos locales que incluyeron el mítico Café Tortoni y siguió haciéndolo hasta seis años antes de su muerte.
Entre otras obras compuso Recuerdos de una madre, con letra de Juan Pedro López y Viejo sillón, Gigí y El nido vacío, todos con Eduardo Moreno.
Falleció en Buenos Aires el 3 de abril de 2015.